# Paul Nihill
Vincent Paul Nihill (* 5. September 1939 in Colchester; † 15. Dezember 2020 in Gillingham, Grafschaft Kent) war ein britischer Leichtathlet. Bei einer Körpergröße von 1,80 m betrug sein Wettkampfgewicht 66 kg.
Paul Nihill gehörte in den 1960er und frühen 1970er Jahren zu den erfolgreichsten englischen Gehern.

## Biografie
Bei den Olympischen Spielen 1964 in Tokio gewann Nihill die Silbermedaille im 50-km-Gehen in 4:11:31,2 h hinter dem Italiener Abdon Pamich in 4:11:12,4 h. Vier Jahre später bei den Olympischen Spielen 1968 gab er den Wettkampf über die gleiche Distanz in der Höhenluft von Mexiko-Stadt auf.
In Athen bei den Europameisterschaften 1969 übernahm Nihill nach der Hälfte des Wettkampfs im 20-km-Gehen die Spitze und gewann letztlich in 1:30:48,0 h vor dem Rumänen Leonida Caraiosifoglu in 1:31:06,4 h und Nikolai Smaga aus der Sowjetunion. 1971 bei den Europameisterschaften in Helsinki gewann Smaga in 1:27:20,2 h vor Gerhard Sperling aus der DDR in 1:27:29,0 h, Paul Nihill gewann 1:27:34,8 h Bronze.
Bei den Olympischen Spielen 1972 in München trat Nihill auf beiden Geherdistanzen an. Am 31. August wurde er über 20 km Sechster in 1:28:44,4 h, am 3. September belegte er über 50 km nach 4:14:09,4 h den neunten Rang.
1976 in Montreal startete Nihill bei seinen vierten Olympischen Spielen und belegte über 20 km in 1:36:40,4 h Platz 30.
Paul Nihill gewann zwischen 1963 und 1975 insgesamt 27 Titel bei britischen Meisterschaften. 1968 gelang es ihm, auf vier Straßendistanzen (20 km, 50 km, 10 Meilen und 20 Meilen) Meister zu werden.
Von Dezember 1967 bis zur Aufgabe in Mexiko-Stadt gewann er 35 aufeinanderfolgende Wettkämpfe. Danach gewann er weitere 51 Wettkämpfe bis Juni 1970. Insgesamt gewann er zwischen 1960 und 1977 355 Wettkämpfe.
Nihill erkrankte später an Demenz lebte in einem Pflegeheim in Chatham. Am 15. Dezember 2020 starb Nihill im Alter von 81 Jahren während der COVID-19-Pandemie an den Folgen einer COVID-19-Erkrankung.

## Bestzeiten
(nur metrische Distanzen)
- 3000 Meter Bahngehen: 11:51,2 min (1971) Weltrekord
- 5000 Meter Bahngehen: 20:14,2 min (1972) Weltrekord
- 10.000 Meter Bahngehen: 42:34,6 min (1972)
- 20 km Straßengehen: 1:24:50 h (1972)
- 50 km Straßengehen: 4:11:31 h (1964)